# Liste des députés européens du Danemark de la 10e législature

Cet article présente la liste des députés européens du Danemark élus lors des élections européennes de 2024 au Danemark.

## Députés européens élus en 2024
| Nom                      | Parti | Parti                        | Groupe | Groupe    |
| ------------------------ | ----- | ---------------------------- | ------ | --------- |
| Stine Bosse              |       | Modérés                      |        | RE        |
| Asger Christensen        |       | Venstre                      |        | RE        |
| Per Clausen              |       | Liste de l'unité             |        | Gauche    |
| Henrik Dahl              |       | Alliance libérale            |        | PPE       |
| Sigrid Friis Frederiksen |       | Radikale Venstre             |        | RE        |
| Niels Fuglsang           |       | Social-démocratie            |        | S&D       |
| Niels Flemming Hansen    |       | Parti populaire conservateur |        | PPE       |
| Morten Løkkegaard        |       | Venstre                      |        | RE        |
| Rasmus Nordqvist         |       | Parti populaire socialiste   |        | Verts/ALE |
| Kira Marie Peter-Hansen  |       | Parti populaire socialiste   |        | Verts/ALE |
| Christel Schaldemose     |       | Social-démocratie            |        | S&D       |
| Villy Søvndal            |       | Parti populaire socialiste   |        | Verts/ALE |
| Kristoffer Hjort Storm   |       | Démocrates danois            |        | CRE       |
| Marianne Vind            |       | Social-démocratie            |        | S&D       |
| Anders Vistisen          |       | Parti populaire danois       |        | PfE       |